# Ashley Graham (người mẫu)
Ashley Graham (sinh ngày 30/10/1987) là nữ người mẫu người Mỹ. Cô từng lên trang bìa của những tạp chí thời trang như Vogue, Harper's Bazaar, Glamour và Elle.

## Thời thơ ấu
Ashley có hai em gái, khi cô học lớp 8, gia đình cô chuyển đến sống tại Lincoln, Nebraska. Cô được chẩn đoán mắc các hội chứng ADHD và khó đọc. Từ năm 1999 - 2002, Ashley theo học trường cấp II Scott (Scott Middle School), từ 2002 - 2005, cô theo học cấp III Lincoln Southwest.

## Đời tư
Graham lần đầu gặp nhà làm phim Justin Ervin trong một nhà thờ vào năm 2009. Cặp đôi sau đó kết hôn vào năm 2010.